# Пяткин, Сергей Фёдорович
Серге́й Фёдорович Пя́ткин (24 августа 1905, Тагай, Симбирская губерния — 1972, Полазна, Пермская область) — начальник нефтепромыслового управления «Полазнанефть» объединения «Пермнефть».

## Биография
Родился 24 августа 1905 года в селе Тагай (ныне — в Майнском районе Ульяновской области) в крестьянской семье. Русский.
Трудовую деятельность начал в 1923 году в Баку, на нефтяных промыслах Биби-Эйбатского района. Сначала работал буровым рабочим, затем помощником бурильщика и буровым мастером. В 1932 году окончил Бакинский вечерний рабочий университет и стал старшим буровым мастером, потом сменным помощником заведующего группой бурения.
В 1937 году Наркоматом нефтяной промышленности, как опытный специалист, был командирован на поиски нефти в Пермской области. Был назначен начальником Полазненской нефтеразведки треста «Прикамнефть». Участвовал в поиске и освоении первых месторождений нефти Прикамья. Весной 1940 года направлен на учёбу в Бакинскую промакадемию.
Участник Великой Отечественной войны. В 1941—1942 годах служил в органах НКВД.
После демобилизации работал директором нефтеразведок и начальником участка Краснокамской конторы турбинного бурения.
В 1949—1954 годах трудился начальником Полазненской конторы турбинного бурения, а затем был назначен начальником Полазненского нефтепромыслового управления. Под руководством С. Ф. Пяткина коллектив полазненских буровиков и нефтяников открыл и разработал Полазненское, Яринское и крупнейшее Каменноложское месторождения, освоил новейшие для того времени способы бурения и добычи нефти, достиг больших производственных успехов. К 1958 году на долю Полазненского НПУ приходилось 75 % добычи нефти в Прикамье.
Указом Президиума Верховного Совета СССР от 23 мая 1966 года за выдающиеся заслуги в выполнении заданий семилетнего плана по добыче нефти и достижение высоких технико-экономических показателей в работе Пяткину Сергею Фёдорвичу присвоено звание Героя Социалистического Труда с вручением ордена Ленина и Золотой медали «Серп и молот».
Руководил нефтепромысловым управлением до 1967 года.
С. Ф. Пяткин не раз избирался депутатом Добрянского районного Совета депутатов трудящихся, членом бюро Добрянского райкома КПСС.
Жил в поселке Полазна. Скончался в 1972 году.

## Награды
- Герой Социалистического Труда (золотая медаль «Серп и Молот» и орден Ленина; 23.5.1966),
- два ордена Ленина,
- медали,
- Почётный гражданин Добрянского муниципального района.

## Память
Имя С. Ф. Пяткина носит одна из улиц посёлка Полазны Пермского края.